# 雷亚讷
雷亚讷（法語：Reillanne，法語發音：[ʁɛjan]）是法国上普罗旺斯阿尔卑斯省的一个市镇，位于该省西部，属于福卡尔基耶区。

## 地理
雷亚讷（43°52'45"N, 5°39'33"E）面积38.55 平方千米，位于法国普罗旺斯-阿尔卑斯-蓝色海岸大区上普罗旺斯阿尔卑斯省，该省份为法国东南部内陆省份，北起上阿尔卑斯省，西接沃克吕兹省，西北接德龙省，南至瓦尔省，东临滨海阿尔卑斯省，东北部与意大利接壤。
与雷亚讷接壤的市镇（或旧市镇、城区）包括：欧布纳莱萨尔普、吕贝龙山区塞雷斯特、蒙瑞斯坦、圣克鲁瓦阿洛兹、圣米歇尔-洛布塞瓦图瓦尔、瓦谢尔、维勒米。

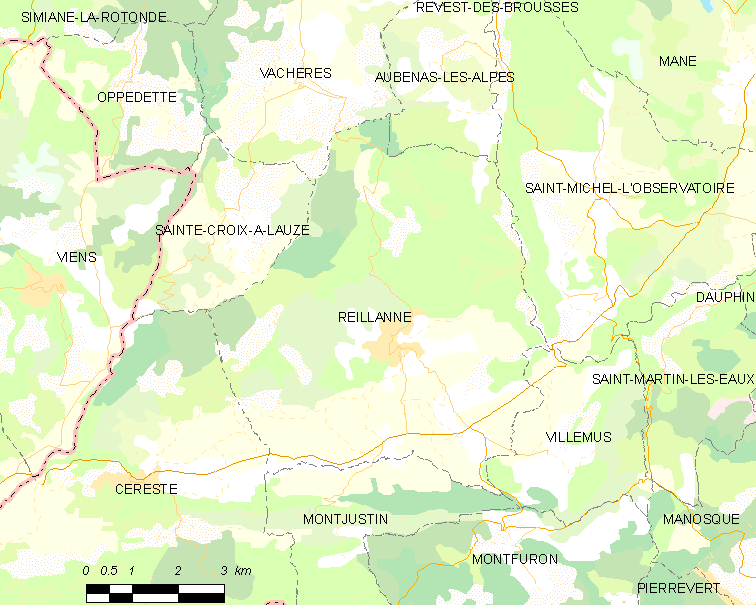
雷亚讷的OSM定位图

雷亚讷的时区为UTC+01:00、UTC+02:00（夏令时）。

## 行政
雷亚讷的邮政编码为04110，INSEE市镇编码为04160。

## 政治
雷亚讷所属的省级选区为雷亚讷县。

## 人口

1962-2008年间雷亚讷人口变化图示

雷亚讷于2022年1月1日时的人口数量为1730人。